# Fender Jeff Beck Signature Stratocaster
A Jeff Beck Stratocaster egy elektromos gitár, melyet az amerikai Fender hangszercég készít Jeff Beck tiszteletére 2001 óta az Artist Series részeként.

## Specifikáció
- Test: A hangszertest égerfából készült olympic white, vagy surf green (a képen) színben, mindkét esetben háromrétegű, fehér koptatóval.
- Nyak: A nyak rózsafa fogólapos, C-formájú jávorfa, melyen 22 érintő kapott helyet. A nyakrögzítésnél a testet kissé becsiszolták, hogy könnyebben elérhetőek legyenek a magasabb fekvések.
- Hangszedők: 3 db kéttekercses, zajmentes hangszedő, ötállású hangszedőváltóval.

## Külső hivatkozások
- Fender.com